# پوپورسا
پوپورسا (به لاتین: Pupuressa) یک منطقهٔ مسکونی در سری‌لانکا است که در استان مرکزی (سری‌لانکا) واقع شده‌است.